# Das Abonnement
Das Abonnement ist ein Kurzfilm von Ali Limonadi aus dem Jahr 1967. In dem 12 Minuten langen Film wirken Lienhard Brunner und Gudrun Ensslin mit. Es ist der einzige Film, in dem Gudrun Ensslin als Schauspielerin tätig war (laut Filmplakat unter dem Namen „Rosa Enslin“). Lange Zeit galt der Film als verschollen. Ausschnitte wurden zum ersten Mal im Dokumentarfilm „Ich bin nicht der, der ich bin…“ von Stefan und Matthias Brunner (1999) veröffentlicht.

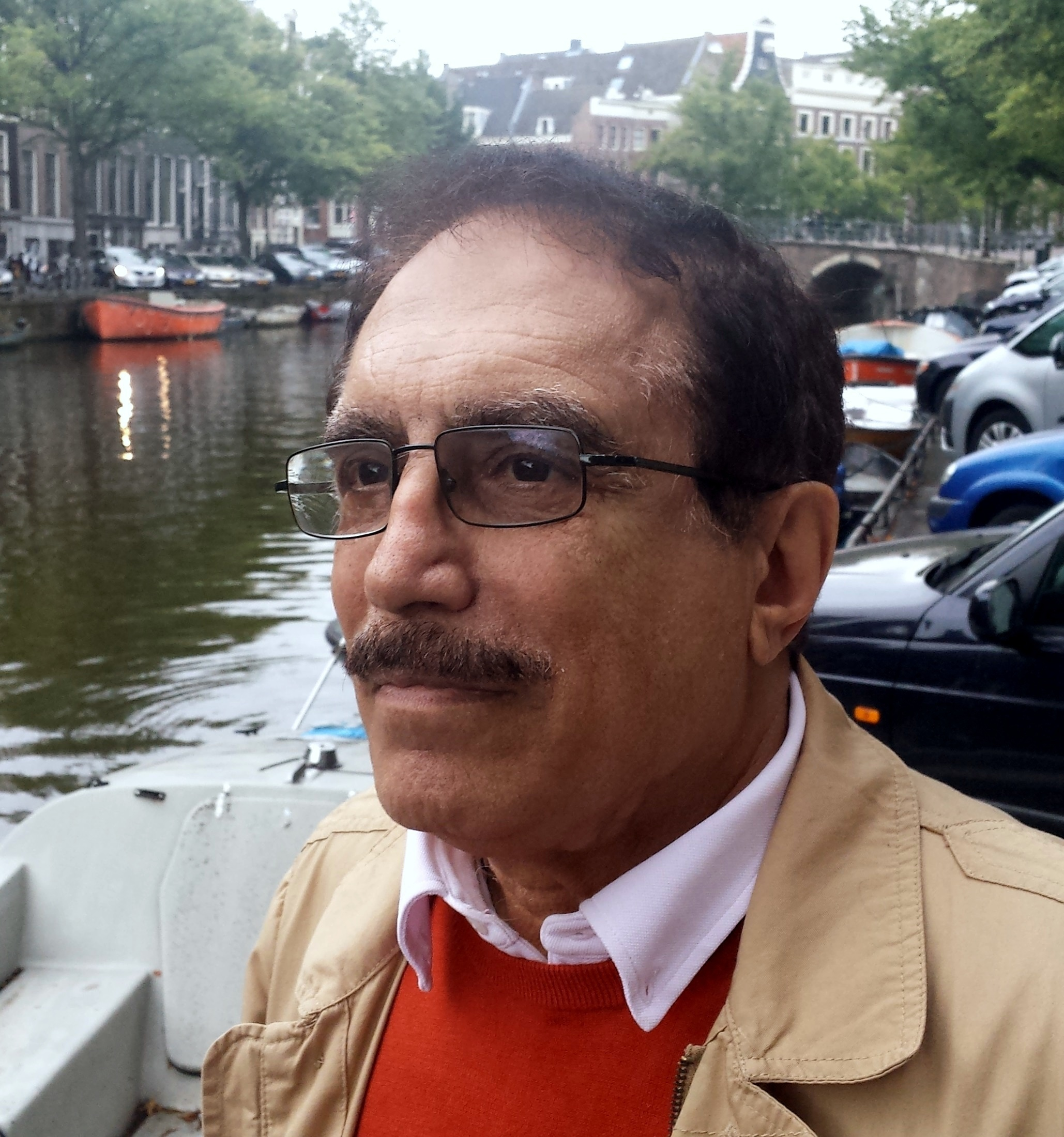
Regisseur: Ali Limonadi (2015)

## Handlung
In Das Abonnement spielt Lienhard Brunner einen jungen Mann, der täglich von einem Zeitungsabonnement der Welt mit neuen Nachrichten über die Tagespolitik gequält wird. Gudrun taucht in seiner Wohnung als verheißungsvolle Geliebte auf. Er fotografiert sie als Nacktmodell in verschiedenen Posen und träumt von ihr als Segenbringende. West-Berlin, Ende der 1960er-Jahre, ist Mittelpunkt von Unruhen und Studentendemonstrationen. Im Rahmen dieser Zeit thematisiert der Kurzfilm die Macht bzw. den Machtmissbrauch der Medien.

## Rezeption
Ausschnitte aus „Das Abonnement“ wurden in den folgenden Filmen und Fernsehdokumentationen verwendet:
- Stefan Brunner und Matthias Brunner: Ich bin nicht der, der ich bin… (1999)
- Klaus Stern: Andreas Baader – Der Staatsfeind (2002)
- Ben Lewis: Baader Meinhof: In love with terror (2002)
- ZDF-History: RAF – Die tödliche Illusion (2007)
- Matthias Brunner: Denkende Suppe – Berichte aus dem Untergrund (2008)
- Jean-Gabriel Périot: Eine deutsche Jugend (2015)